# Wilhelm Peters
Wilhelm Carl Hartwig Peters (Koldenbüttel (Schleswig), 22 aprile 1815 – Berlino, 20 aprile 1883) è stato uno zoologo, esploratore e medico tedesco.

## Biografia
Figlio di un Pastore, dal 1834 studiò Medicina e Storia Naturale dapprima all'Università di Copenaghen, poi alla Friedrich-Wilhelms-Universität Berlin. Dopo aver conseguito la laurea nel 1838, intraprese un viaggio di ricerca di 18 mesi con Henri Milne Edwards attraverso i paesi del Mediterraneo.
Dopo il suo ritorno a Berlino, divenne assistente di Johannes Peter Müller, un fisiologo e biologo marino tedesco. 
Con l'entusiastico supporto di Müller e di Alexander von Humboldt, preparò i progetti per una grande spedizione in Africa. Nel settembre del 1842, si recò dapprima in Angola, per giungere nel mese di giugno 1843 alla fine del suo viaggio, il Mozambico interno. 
Oltre a questi paesi, durante i suoi quattro anni di permanenza in Africa, visitò anche Zanzibar, le Comore e il Madagascar.
In Sudafrica trascorse la convalscenza da una malattia che si era preso durante la spedizione. Nel 1847 viaggiò attraverso l'India e l'Egitto, tornando poi a Berlino con una grande collezione di nuove specie da lui scoperte. Pubblicò le sue ricerche in quattro volumi con il titolo "Naturwissenschaftliche Reise nach Mossambique" ("Viaggio scientifico in Mozambico").
Nel 1847 fu prosettore presso l'Istituto di Anatomia dell'Università di Berlino e nel 1849 vi divenne Professore Associato.
Nel 1856 divenne assistente di Martin Heinrich Lichtenstein, direttore del Museo di Storia Naturale dell'Università, e, dopo la sua morte avvenuta nel 1857, ne assunse la carica di direttore. Sotto la sua guida, le collezioni del museo si arricchirono in modo significativo (la raccolta di rettili crebbe da 3.700 a 10.500 esemplari), divenendo una delle più importanti collezioni al mondo assieme a quelle di Parigi e di Londra.
Anche nella posizione di direttore del Zoologischer Garten Berlin, Peters seguì Lichtenstein: tra il 1857 e il 1869 ne fu direttore.
Dal 1858, insegnò Zoologia ed esercitò una certa influenza sulla ricerca zoologica. 
Peters, riconosciuto il successo di Darwin, restando tuttavia neutrale di fronte alla teoria darwiniana dell'evoluzione, unì nel suo lavoro la ricerca anatomica e zoologica e pubblicò circa 400 articoli su una grande varietà di specie animali. 
Nel 1860 Peters divenne membro dell'Accademia Tedesca delle Scienze Leopoldina.
Wilhelm Peters era fratello dell'astronomo Christian Heinrich Friedrich Peters.

## Opere
- Observationes ad anatomiam Cheloniorum, Dissertation, Berlin 1838
- Naturwissenschaftliche Reise nach Mossambique, auf Befehl seiner Majestät des Königs Friedrich Wilhelm IV. in den Jahren 1842 bis 1848 ausgeführt, Berlin 1852-1868[3]
  -  Botanik Abth. 1. 1862, su nbn-resolving.de.
  -  Botanik Abth. 2. 1864, su nbn-resolving.de.
  -  Zoologie 1. Säugethiere. 1852, su nbn-resolving.de.
  -  Zoologie 2. Vögel. 1883, su nbn-resolving.de.
  -  Zoologie 3. Amphibien. 1882, su nbn-resolving.de.
  -  Zoologie 4. Flußfische. 1868, su nbn-resolving.de.
  -  Zoologie 5. Insecten und Myriopoden. 1862, su nbn-resolving.de.
- Die Heidflächen Norddeutschlands, Hannover 1862
- Handbuch der Zoologie (mit Julius Victor Carus und Carl Eduard Adolph Gerstäcker), Leipzig 1863-1875